# Арно, Симон, маркиз де Помпонн
Симон Арно маркиз де Помпонн (11 ноября 1618, Париж — 26 сентября 1699, Фонтенбло) — французский дипломат, политический и государственный деятель. секретарь (министр) иностранных дел Франции (1671—1679), маркграф.

## Биография

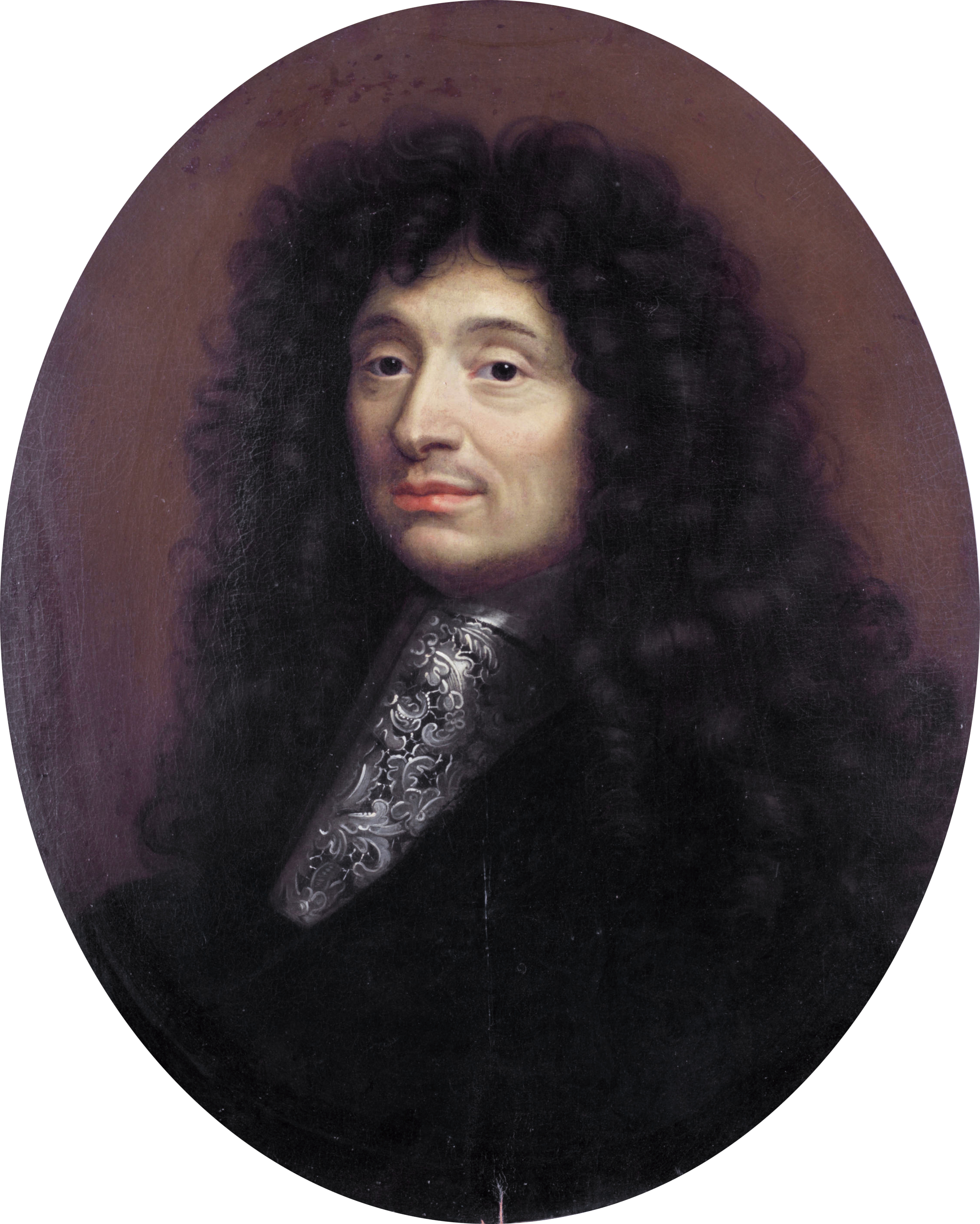
Симон Арно, маркиз де Помпонн

Происходил из древней овернской фамилии, члены которой не раз отличались военными и государственными заслугами. Сын Роберта д’Андильи, известного писателя-моралиста и переводчика, считавшегося одним из лучших французских стилистов. Внук публициста Антуана Арно. Племянник главы янсенистов А. Арно.
С 1642 года исполнял обязанности интенданта французского гарнизона в Казале-Монферрато (Италия), позже при поддержке кардинала Мазарини и военного министра Летелье был назначен интендантом армии в Италии, затем в Париже во время Фронды и Каталонии.
Начал карьеру дипломата в 1655 году, когда ему поручили вести переговоры и подписывать договор с герцогом Мантуи, с этим заданием он справился отлично.
Осуществил ещё ряд посольских миссий в Стокгольм и Гаагу (1665—1668). В 1671 году был отозван обратно в Швецию, где заключил союз между Швецией и Францией, который изолировал Республику Соединённых провинций и сделал Голландию, члена Тройственного альянса уязвимой со стороны Франции.
В 1671 году был назначен на должность генерального секретаря (министра) иностранных дел Франции после Гюга де Лионна. В 1679 году, после заключения мира в Нимвегене с Испанией, король Людовик XIV, желавший проводить более воинственную внешнюю политику, лишил его своей милости, упрекая министра в малодушии и попустительстве («Все, что проходило через него, теряло величие и силу, которые следует иметь, выполняя приказы отнюдь не жалкого короля Франции»).
Симон Арно, однако, сохранил дружбу с королём, который подарил полк его старшему сыну, аббатство младшему, предоставил во владение замок Помпонн, пожаловал титул маркиза. Все последовавшие годы бывший госсекретарь жил в Помпонне, поддерживая связи со своими многочисленными друзьями при дворе.
Благосклонное короля вернулась к нему лишь после смерти Лувуа. В 1691 году, после смерти последнего, Арно снова был назначен членом Королевского совета в качестве государственного министра, однако на прежний пост государственного секретаря по иностранным делам не вернулся.
Его сыном был аббат и дипломат Анри Шарль Арно де Помпонн.
Похоронен в парижской церкви Святого Медерика.